# Persone di nome Jimmy
| Questa pagina contiene informazioni ricavate automaticamente dalle voci biografiche con l'ausilio del template Bio e di un bot. L'aggiornamento è periodico e automatico e ricostruisce completamente la pagina. Se manca una persona in questa lista, sei pregato di non aggiungerla, ma accertati piuttosto che la sua voce biografica contenga il template Bio e che i dati anagrafici siano correttamente compilati. Se il template Bio manca, inseriscilo tu stesso o, in alternativa, metti l'avviso {{tmp\|Bio}} che ne segnala la mancanza. Se i dati riportati sono sbagliati, correggi direttamente la voce biografica; le modifiche saranno visibili in questa lista entro pochi giorni. Per chiarimenti vedi il progetto antroponimi. La lista contiene solo le 173 persone che sono citate nell'enciclopedia e per le quali è stato implementato correttamente il template Bio. Pagina aggiornata al 22 lug 2025. |

Questa è una lista di persone presenti nell'enciclopedia che hanno il nome Jimmy, suddivise per attività principale.

## Allenatori di calcio(17)
- Jimmy Algerino, allenatore di calcio e ex calciatore francese (Tolosa, n. 1971)
- Jimmy Allen, allenatore di calcio e calciatore inglese (n. 1909 - † 1995)
- Jimmy Bonthrone, allenatore di calcio e calciatore scozzese (Kinglassie, n. 1929 - † 2008)
- Jimmy De Wulf, allenatore di calcio e ex calciatore belga (Blankenberge, n. 1980)
- Jimmy Dickinson, allenatore di calcio e calciatore inglese (Alton, n. 1925 - Alton, † 1982)
- Jimmy Elliott, allenatore di calcio e calciatore inglese (Peterborough, n. 1891 - † 1939)
- Jimmy Frizzell, allenatore di calcio e calciatore scozzese (Greenock, n. 1937 - Oldham, † 2016)
- Jimmy Hempte, allenatore di calcio e ex calciatore belga (Tournai, n. 1982)
- Jimmy McIlroy, allenatore di calcio e calciatore nordirlandese (Lambeg, n. 1931 - † 2018)
- Jimmy McMullan, allenatore di calcio e calciatore scozzese (Denny, n. 1895 - † 1964)
- Jimmy McNulty, allenatore di calcio e ex calciatore scozzese (Runcorn, n. 1985)
- Jimmy Meadows, allenatore di calcio e calciatore inglese (Bolton, n. 1931 - Didsbury, † 1994)
- Jimmy Modeste, allenatore di calcio e ex calciatore francese (Parigi, n. 1981)
- Jimmy Mulisa, allenatore di calcio e ex calciatore ruandese (Kigali, n. 1984)
- Jimmy Nielsen, allenatore di calcio e ex calciatore danese (Aalborg, n. 1977)
- Jimmy Phillips, allenatore di calcio e ex calciatore inglese (Bolton, n. 1966)
- Jimmy Trotter, allenatore di calcio e calciatore inglese (Easington, n. 1899 - † 1984)

## Artisti(1)
- Jimmy Savo, artista statunitense (New York, n. 1892 - Guardea, † 1960)

## Assassini seriali(1)
- Jimmy Maketta, serial killer sudafricano (Sudafrica, n. 1964)

## Attori(13)
- Jimmy Baio, attore statunitense (Brooklyn, n. 1962)
- Jimmy Boyd, attore e cantante statunitense (McComb, n. 1939 - Santa Monica, † 2009)
- Jimmy Conlin, attore statunitense (n. 1884 - † 1962)
- Jimmy Hunt, attore statunitense (Los Angeles, n. 1939 - Simi Valley, † 2025)
- Jimmy Jean-Louis, attore e modello haitiano (Pétion-Ville, n. 1968)
- Jimmy Karz, attore statunitense (Los Angeles, n. 1984)
- Jimmy Lin, attore, cantante e pilota automobilistico taiwanese (Taipei, n. 1974)
- Jimmy McNichol, attore e cantante statunitense (Los Angeles, n. 1961)
- Jimmy Robinson, attore statunitense (Los Angeles, n. 1918 - California, † 1967)
- Jimmy Smits, attore statunitense (New York, n. 1955)
- Jimmy Wang Yu, attore, regista e produttore cinematografico cinese (Shanghai, n. 1943 - Taipei, † 2022)
- Jimmy Workman, attore statunitense (Fairfax, n. 1980)
- Jimmy O. Yang, attore e comico hongkonghese (Hong Kong, n. 1987)

## Attori pornografici(1)
- Jimmy Durano, attore pornografico brasiliano (Blumenau, n. 1986)

## Bassisti(3)
- Jimmy Bain, bassista britannico (Newtonmore, n. 1947 - Oceano Atlantico, † 2016)
- Jimmy Haslip, bassista e produttore discografico statunitense (New York, n. 1951)
- Jimmy Johnson, bassista statunitense (Los Angeles, n. 1956)

## Batteristi(3)
- Jimmy Cobb, batterista statunitense (Washington, n. 1929 - New York, † 2020)
- Jimmy DeGrasso, batterista statunitense (Bethlehem, n. 1963)
- Jimmy Van Eaton, batterista statunitense (Memphis, n. 1937 - Tuscumbia, † 2024)

## Cantanti(11)
- Jimmy Clanton, cantante e attore statunitense (Raceland, n. 1938)
- Jimmy Dean, cantante e conduttore televisivo statunitense (Plainview, n. 1934 - Henrico, † 2010)
- Jimi Jamison, cantante, chitarrista e pianista statunitense (Durant, n. 1951 - Memphis, † 2014)
- Jimmy Johnson, cantante, chitarrista e musicista statunitense (Holly Springs, n. 1928 - Chicago, † 2022)
- Jimmy Pop, cantante, musicista e rapper statunitense (Trappe, n. 1972)
- Jimmy Pursey, cantante e produttore discografico inglese (n. 1955)
- Jimmy Rogers, cantante e chitarrista statunitense (Ruleville, n. 1924 - Chicago, † 1997)
- Jimmy James Ross, cantante statunitense (Trinidad and Tobago, n. 1935 - Belgio, † 2000)
- Jimmy Roty, cantante italiano (Lecce, n. 1934)
- Jimmy Ruffin, cantante statunitense (Collinsville, n. 1936 - Las Vegas, † 2014)
- Jimmy Witherspoon, cantante statunitense (Gurdon, n. 1920 - † 1997)

## Cestisti(13)
- Jimmy Baxter, ex cestista statunitense (St. Petersburg, n. 1980)
- Jimmy Boeheim, cestista statunitense (DeWitt, n. 1998)
- Jimmy Butler, cestista statunitense (Houston, n. 1989)
- Jimmy Dan Conner, ex cestista statunitense (Lawrenceburg, n. 1953)
- Jimmy Djimrabaye, cestista centrafricano (Bangui, n. 1992)
- Jimmy Gavin, cestista statunitense (Arlington Heights, n. 1991)
- Jimmy Dreher de Oliveira, cestista brasiliano (Florianópolis, n. 1990)
- Jim Lampley, ex cestista statunitense (Harrisburg, n. 1960)
- Jimmy McKinney, ex cestista e attore statunitense (Saint Louis, n. 1983)
- Jimmy Oliver, ex cestista statunitense (Menifee, n. 1969)
- Jimmy Salem, cestista libanese (Beirut, n. 1995)
- Jimmy Vérove, ex cestista e allenatore di pallacanestro francese (Gravelines, n. 1970)
- Jimmy Woudstra, ex cestista olandese (n. 1952)

## Chitarristi(2)
- Jimmy Burns, chitarrista e cantante statunitense (Dublin, n. 1943)
- Jimmy Murrison, chitarrista britannico (Aberdeen, n. 1964)

## Ciclisti su strada(3)
- Jimmy Engoulvent, ex ciclista su strada e dirigente sportivo francese (Le Mans, n. 1979)
- Jimmy Janssens, ciclista su strada belga (Herentals, n. 1989)
- Jimmy Turgis, ex ciclista su strada, ciclocrossista e dirigente sportivo francese (Bourg-la-Reine, n. 1991)

## Clarinettisti(1)
- Jimmy Hamilton, clarinettista statunitense (Dillon, n. 1917 - Saint Croix, † 1994)

## Compositori(1)
- Jimmy Hart, compositore e musicista statunitense (Jackson, n. 1944)

## Contrabbassisti(1)
- Jimmy Blanton, contrabbassista statunitense (Chattanooga, n. 1918 - Los Angeles, † 1942)

## Criminali(1)
- Jimmy Chérizier, criminale haitiano (Delmas, n. 1977)

## Direttori della fotografia(1)
- Jimmy Berliet, direttore della fotografia francese

## Dirigenti sportivi(1)
- Jimmy Casper, dirigente sportivo e ex ciclista su strada francese (Montdidier, n. 1978)

## Disc jockey(1)
- Jimmy Savile, disc jockey, conduttore radiofonico e conduttore televisivo britannico (Leeds, n. 1926 - Leeds, † 2011)

## Giocatori di football americano(7)
- Jimmy Garoppolo, giocatore di football americano statunitense (Arlington Heights, n. 1991)
- Jimmy Graham, giocatore di football americano statunitense (Goldsboro, n. 1986)
- Jimmy Moreland, giocatore di football americano statunitense (Belle Glade, n. 1995)
- Jimmy Morrissey, giocatore di football americano statunitense (n. 1998)
- Jimmy Orr, giocatore di football americano statunitense (Seneca, n. 1935 - † 2020)
- Jimmy Smith, ex giocatore di football americano statunitense (Detroit, n. 1969)
- Jimmy Wilson, giocatore di football americano statunitense (San Diego, n. 1986)

## Giocatori di snooker(1)
- Jimmy Robertson, giocatore di snooker inglese (Bexhill-on-Sea, n. 1986)

## Hockeisti su ghiaccio(1)
- Jimmy Orlando, hockeista su ghiaccio canadese (Montréal, n. 1910 - † 1992)

## Imprenditori(1)
- Jimmy Wales, imprenditore statunitense (Huntsville, n. 1966)

## Lottatori(2)
- Jimmy Lidberg, lottatore svedese (n. 1982)
- Jimmy Samuelsson, ex lottatore svedese (Norrtälje, n. 1976)

## Mezzofondisti(1)
- Jimmy Gressier, mezzofondista francese (Boulogne-sur-Mer, n. 1997)

## Musicisti(6)
- Jimmy Carl Black, musicista statunitense (El Paso, n. 1938 - Siegsdorf, † 2008)
- Jimmy Driftwood, musicista e compositore statunitense (Mountain View, n. 1907 - Fayetteville, † 1998)
- The Album Leaf, musicista e compositore statunitense (San Diego)
- Jay Reatard, musicista statunitense (Memphis, n. 1980 - Memphis, † 2010)
- Jimmy Sabater, musicista, compositore e arrangiatore statunitense (New York, n. 1936 - Bronx, † 2012)
- Jimmy Villotti, musicista italiano (Budrio, n. 1944 - Bologna, † 2023)

## Pallavolisti(1)
- Jimmy George, pallavolista indiano (Peravoor, n. 1955 - Brescia, † 1987)

## Pastori protestanti(1)
- Jimmy Swaggart, pastore protestante, predicatore e cantante statunitense (Ferriday, n. 1935 - Baton Rouge, † 2025)

## Personaggi televisivi(1)
- Jimmy Ghione, personaggio televisivo italiano (Torino, n. 1964)

## Pianisti(1)
- Jimmy Yancey, pianista, compositore e cantante statunitense (Chicago, n. 1898 - Chicago, † 1951)

## Piloti automobilistici(1)
- Jimmy Vasser, pilota automobilistico statunitense (Canoga Park, n. 1965)

## Piloti di rally(1)
- Jimmy McRae, pilota di rally britannico (Lanark, n. 1943)

## Politici(4)
- Jimmy Gomez, politico statunitense (Fullerton, n. 1974)
- Jimmy Morales, politico e comico guatemalteco (Città del Guatemala, n. 1969)
- Jimmy Patronis, politico statunitense (Panama City, n. 1972)
- Jimmy Sham, politico e attivista hongkonghese (Hong Kong, n. 1987)

## Pugili(4)
- Jimmy Barry, pugile statunitense (Chicago, n. 1870 - † 1943)
- Jimmy Ellis, pugile statunitense (Louisville, n. 1940 - Louisville, † 2014)
- Jimmy Wilde, pugile britannico (Pentwyn Deintyr, n. 1892 - † 1969)
- Jimmy Young, pugile statunitense (Filadelfia, n. 1948 - Filadelfia, † 2005)

## Rugbisti a 15(2)
- Jimmy Gopperth, rugbista a 15 neozelandese (New Plymouth, n. 1983)
- Jimmy Marlu, ex rugbista a 15 francese (Saint-Joseph, n. 1977)

## Sciatori alpini(1)
- Jimmy Krupka, sciatore alpino statunitense (n. 1998)

## Scrittori(1)
- Jimmy Hibbert, scrittore, attore e doppiatore inglese (Windsor, n. 1949)

## Stilisti(1)
- Jimmy Choo, stilista malese (Penang, n. 1948)

## Tennisti(2)
- Jimmy Brown, ex tennista statunitense (Hialeah, n. 1965)
- Jimmy Connors, ex tennista e allenatore di tennis statunitense (East St. Louis, n. 1952)

## Trombonisti(2)
- Jimmy Cleveland, trombonista statunitense (Wartrace, n. 1926 - Lynwood, † 2008)
- Jimmy Knepper, trombonista statunitense (Los Angeles, n. 1927 - Triadelphia, † 2003)

## Velocisti(1)
- Jimmy Vicaut, velocista francese (Bondy, n. 1992)

## Wrestler(1)
- Skandor Akbar, wrestler statunitense (Vernon, n. 1934 - Garland, † 2010)